# Carterfone

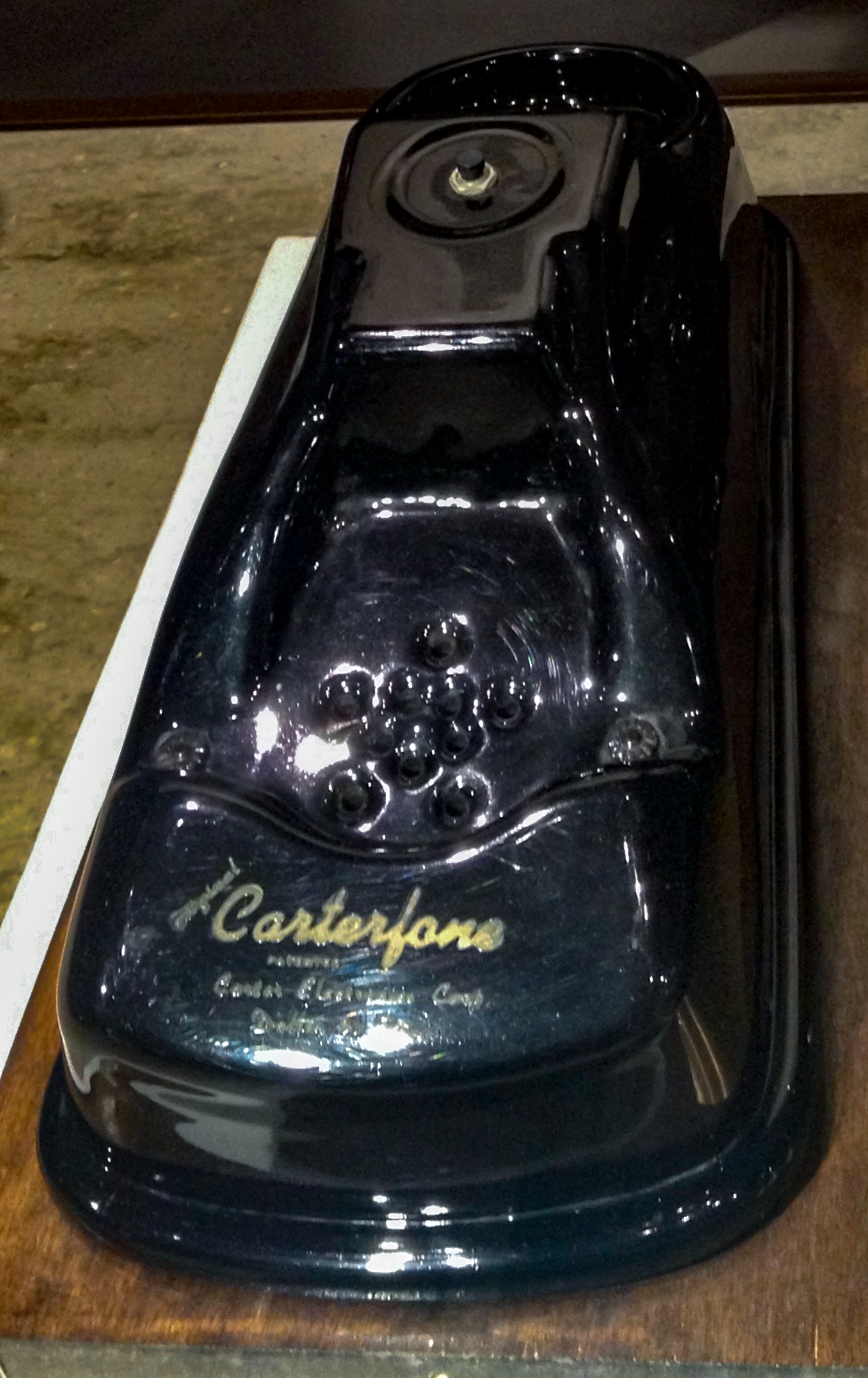
Un Carterfone de 1959 original fabricat per Carter Electronics, en exhibició al Museu d'Història de l'Ordinador

El Carterfone és un dispositiu inventat per Thomas Carter, que connecta manualment un sistema de ràdio bidireccional al sistema telefònic, permetent a qualsevol persona parlar per ràdio amb un usuari de la xarxa telefònica commutada. Això ho converteix en un predecessor directe de l'autopatch.

## Descripció
El dispositiu estava connectat acústicament, però no elèctricament, a la xarxa telefònica pública commutada. Estava connectat elèctricament a l'estació base del sistema de ràdio i s'alimentava d'aquesta estació base. Totes les parts elèctriques estaven tancades en baquelita, el plàstic d'aquella època.
Quan una persona amb un transceptor de ràdio bidireccional desitjava parlar amb algú per telèfon o "línia fixa" (com per exemple, Despatx central, remeti'm a McGarrett), l'operador de l'estació base marcava el número de telèfon. Una vegada l'operador de l'estació base havia establert contacte amb els seus dos interlocutors (a la ràdio i al telèfon), col·locava el microtelèfon en un suport integrat en el dispositiu Carterfone. Un interruptor operat per veu en el Carterfone commutava automàticament el transmissor a mode emissió quan parlava la persona de la xarxa telefònica i quan deixava de parlar tornava al mode recepció. Hi havia connectat un altaveu extern al Carterfone per permetre a l'operador de l'estació base supervisar la conversa, ajustar el volum de veu i penjar el telèfon una vegada acabada la conversa.

## Decisió reguladora
Aquest dispositiu en particular va estar involucrat en una decisió reguladora històrica dels Estats Units relacionada amb les telecomunicacions. Prèviament, l'any 1956, la FCC va dictaminar en el cas Hush-A-Phone que els dispositius podien connectar-se mecànicament al sistema telefònic sense el permís d'AT&T. El 1968, la Comissió Federal de Comunicacions va permetre que Carterfone i altres dispositius es connectessin directament a la xarxa d'AT&T, sempre que no causessin danys al sistema. Aquesta decisió, coneguda com "la decisió Carterfone" (13 FCC2d 420), va crear la possibilitat de vendre dispositius que podrien connectar-se al sistema telefònic mitjançant un acoblador protector i obrir el mercat als equips de les instal·lacions del client. La decisió sovint es coneix com "qualsevol dispositiu legal", permetent la proliferació d'innovacions posteriors com els contestadors automàtics, les màquines de fax i els mòdems (que inicialment usaven el mateix tipus d'acoblador acústic manual que el Carterfone).
Al febrer de 2007, Skype va presentar una petició a la FCC perquè apliqués les regulacions de Carterfone a la indústria sense fil, la qual cosa significaria que els OEM, portals i uns altres podrien oferir dispositius i serveis sense fils sense la necessitat de que els operadors aprovessin els aparells. No obstant això, l'1 d'abril de 2008, el president de la FCC, Kevin Martin, va indicar que s'oposaria a la sol·licitud de Skype.
El 17 d'abril de 2015, aquesta sol·licitud de reglamentació feta per l'actual propietari de Skype, Microsoft Corporation, va ser desestimada per la FCC.